# Olaria
Olaria is een gemeente in de Braziliaanse deelstaat Minas Gerais. De gemeente telt 2.479 inwoners (schatting 2009).

## Aangrenzende gemeenten
De gemeente grenst aan Bom Jardim de Minas, Lima Duarte en Rio Preto.